# Hedyosmum goudotianum
Hedyosmum goudotianum är en tvåhjärtbladig växtart som beskrevs av Hermann Maximilian Carl Ludwig Friedrich zu Solms-Laubach. Hedyosmum goudotianum ingår i släktet Hedyosmum och familjen Chloranthaceae. Utöver nominatformen finns också underarten H. g. mombachanum.